# آشوت کوچاریان
آشوت کوچاریان (Աշոտ Ստեփանի Քոչարյան؛ زادهٔ ۸ ژوئن ۱۹۵۷) یک دیپلمات اهل ارمنستان است که از تاریخ ۱۰ سپتامبر ۲۰۰۹ تا تاریخ  ۴ مارس ۲۰۱۶ در سفیر ارمنستان در لبنان و از تاریخ فوریه ۲۰۰۵ تا تاریخ ۱۰ سپتامبر ۲۰۰۹ سفیر ارمنستان در هند بود. وی پیشتر از تاریخ مه ۲۰۰۳ تا تاریخ فوریه ۲۰۰۵ دبیر مطبوعاتی رئیس‌جمهور ارمنستان بود.

## زندگی‌نامه
در ۸ ژوئن ۱۹۵۷ در ایروان به دنیا آمد و از دانشگاه دولتی زبان‌شناسی ایروان فارغ‌التحصیل شد. 

## یادداشت
1. ↑  Արա Հակոբյան
2. ↑  ՀՀ Նախագահի մամուլի քարտուղար